# Salts al Campionat del Món de natació de 2017 – 10 metres plataforma sincronitzat masculí
La prova de 10 metres plataforma sincronitzat masculí al Campionat del món de 2017 es va celebrar el 17 de juliol de 2017.

## Resultats
La ronda preliminar es va iniciar a les 13:00. La final es va celebrar a les 18:30.
Verd denota finalistes
| Posició | Nacionalitat   | Saltador                             | Preliminar | Preliminar | Final       | Final       |
| Posició | Nacionalitat   | Saltador                             | Punts      | Posició    | Punts       | Posició     |
| ------- | -------------- | ------------------------------------ | ---------- | ---------- | ----------- | ----------- |
| 1       | Xina           | Chen Aisen Yang Hao                  | 466.44     | 1          | 498.48      | 1           |
| 2       | Rússia         | Aleksandr Bondar Viktor Minibaev     | 415.02     | 4          | 458.85      | 2           |
| 3       | Alemanya       | Patrick Hausding Sascha Klein        | 412.92     | 5          | 440.82      | 3           |
| 4       | Regne Unit     | Tom Daley Daniel Goodfellow          | 433.14     | 2          | 418.02      | 4           |
| 5       | Ucraïna        | Maksym Dolhov Oleksandr Horshkovozov | 419.01     | 3          | 416.31      | 5           |
| 6       | Estats Units   | Steele Johnson Brandon Loschiavo     | 406.53     | 8          | 406.83      | 6           |
| 7       | Corea del Sud  | Kim Yeong-nam Woo Ha-ram             | 378.36     | 10         | 391.17      | 7           |
| 8       | Austràlia      | Domonic Bedggood Declan Stacey       | 388.20     | 9          | 387.30      | 8           |
| 9       | Armènia        | Vladimir Harutyunyan Lev Sargsyan    | 368.40     | 11         | 385.20      | 9           |
| 10      | Mèxic          | José Balleza Kevin Berlín            | 411.72     | 6          | 378.48      | 10          |
| 11      | Corea del Nord | Hyon Il-myong Ri Hyon-ju             | 409.95     | 7          | 372.24      | 11          |
| 12      | Belarús        | Artsiom Barouski Vadim Kaptur        | 361.83     | 12         | 362.04      | 12          |
| 13      | Colòmbia       | Kevin García Víctor Ortega           | 333.96     | 13         | No avançava | No avançava |